# Râul Vașar
Râul Vașar este un curs de apă, afluent al râului Talomir. 

## Hărți
- Harta județului Covasna